# Megaphthalma
Megaphthalma is een geslacht van insecten uit de familie van de drekvliegen (Scathophagidae), die tot de orde tweevleugeligen (Diptera) behoort.

## Soort
- M. pallida (Fallen, 1819)